# Manuels River
 (mai 2017).
Si vous disposez d'ouvrages ou d'articles de référence ou si vous connaissez des sites web de qualité traitant du thème abordé ici, merci de compléter l'article en donnant les références utiles à sa vérifiabilité et en les liant à la section « Notes et références ».

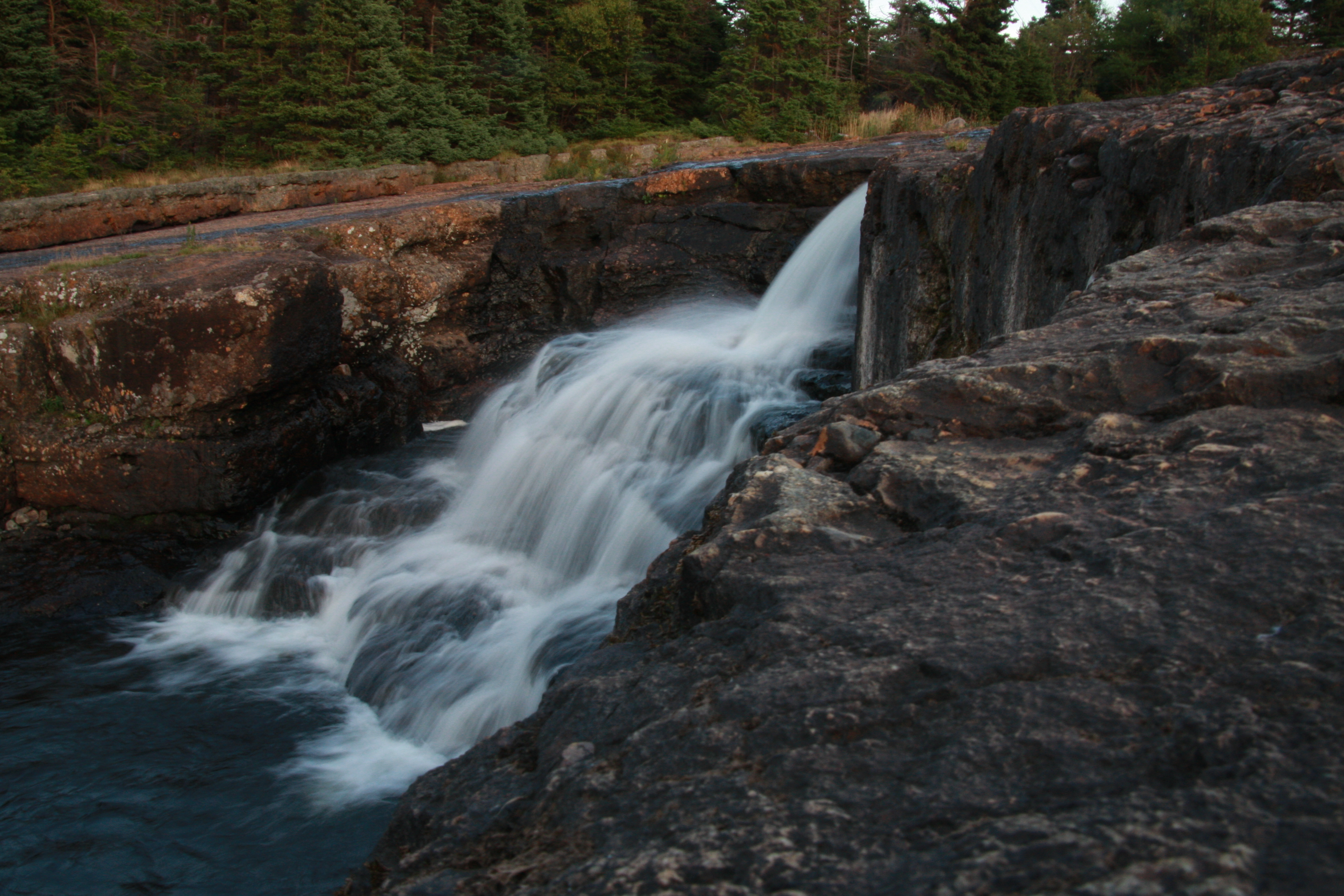
Manuels River.

La Manuels River est une formation naturelle située à l'est de la ville de Conception Bay South, sur la péninsule d'Avalon à Terre-Neuve-et-Labrador. La rivière coule sur les hautes terres du plateau central d'Avalon et effectue un plongeon de près de 10 kilomètres pour se jeter dans les eaux de la Baie Conception. La rivière est accessible via un circuit de sentiers pédestres débutant au bureau de Manuels River Natural Heritage Society, localisé le long de la Route 60 (Autoroute de la Baie Conception).

## Particularités naturelles
La Manuels River a un bassin de drainage naturel d'environ 75 kilomètres carrés, s'étendant du sud au centre de la Péninsule d'Avalon. Ce bassin contient une grande diversité de plantes et d'animaux pour intéresser le botaniste amateur ou l'observateur d'oiseaux. Une variété de plantes aquatiques a été identifiée comprenant des laîches, des joncs et des utriculaires. Plusieurs espèces d'arbres et d'arbustes communs aux forêts boréales de l'est de Terre-Neuve prospèrent le long du rivage et dans les flancs de la vallée. Le bouleau, le cerisier et le mélèze fournissent des couleurs spectaculaires à l'automne tandis que le sapin noir et le genévrier blanc soutiennent la couverture des chutes de neige.
Il y a plus de trente espèces de fleurs sauvages qui poussent le long de la rivière et dans la forêt. Parmi ces espèces nous retrouvons l'achillée millefeuille, le chardon, le laurier de moutons, le monnayage sauvage, la verge d'or et l'iris de drapeau bleu. Une promenade le long de la rivière au printemps est un vrai plaisir car les fleurs sauvages magnifiques et les carex verts aux couleurs vives fournissent un choix de fleurs et un diversité d'arômes.
Patits et grands mammifères font de la Manuels River leur maison. L'orignal, le renard rouge et le caribou habitent la partie la plus haute de la rivière tandis que le lièvre, l'écureuil, le castor et le rat musqué préfèrent le canal inférieur de la rivière ou son embouchure.
Les oiseaux répertoriés le long de la rivière ou à son embouchure incluent le bécasseau, la corneille, le pigeon, la fauvette, le passereau, la mouette et le martin-pêcheur ceinturé. Le martin-pêcheur a la distinction d'être l'emblème de la Manuels River Natural Heritage Society.
Les différentes espèces d'invertébrés aquatiques, d'insectes et de poissons contribuent à la diversité naturelle de la rivière. À l'embouchure de la rivière, il serait possible de voir des baleines s'alimentant dans les bancs de calmars et de capelans. En mars ou avril, des glaciers à la dérive à l'intérieur de la baie deviennent parfois des aires de repos pour les phoques. Ces derniers profitent de chauds rayons du soleil du printemps.

## Géologie
Les formations rocheuses le long de la rivière datent de 500 à 600 millions d'années en temps géologique et sont parmi les plus vieilles de toute la province. Ces roches sont les restes de l'ancien plateau continental africain qui est entré en collision avec l'Amérique du Nord, particulièrement les montagnes Appalachiennes, ont été formées par la collision entre ces plaques lors de la formation géologique de la terre. Aujourd'hui, Manuels River coule sur les bords de ces anciennes montagnes, largement érodées. La vallée de la rivière est relativement jeune sur le plan géologique. En fait, la vallée originelle a été formée lors de la dernière ère glaciaire par un glacier dérivant du nord vers la vallée à l'intérieur de la Baie Conception. Après la dernière période glaciaire, il y a de cela 10 000 ans, les rivières ont été formées par la fonte des glaciers qui ont taillé la gorge et le lit de la rivière, situé dans les portions plus basses de la vallée. Généralement, les roches de type sédimentaire prédominent dans la partie basse de Manuels River et la partie plus haute de la rivière est dominée par des roches ignées et volcaniques.

## Fossiles
Les trilobites sont des fossiles primaires que l'on retrouve dans les formations rocheuses de Manuels River. Ces animaux préhistoriques vivaient au fond de la mer et laissaient des traînées lorsqu'ils rampaient en quête de nourriture. Ces petits animaux ressemblaient à des cloportes ou des crabes et furent découverts le long de la rivière en 1874 par M. T.C. Weston de la Commission geologique du Canada. Les spécimens complets sont rarement trouvés cependant, plusieurs trilobites retrouvés mesuraient plus de 30 cm. Beaucoup de fossiles sont des fragments de coquilles abandonnés, de la même manière que les homards aujourd'hui.
Il est fortement interdit de déplacer les spécimens de fossiles et les échantillons de roches, mais l'observation et les tours guidés éducatifs sont encouragés fortement afin de faire découvrir les merveilles du passé préhistorique.

## Natural Heritage Society
La Manuels River Natural Heritage Society est une organisation volontaire à but non lucratif, établie dans les années 1980 pour la conservation et la protection de cette rivière. En raison de l'inquiétude de la population vis-à-vis de la santé de la rivière, la MRNH Scoiety est devenue dans les deux dernières décennies le régisseur officiel de la rivière et mette en place  un bureau d'information touristique surplombant la rivière dans la ville de Conception Bay South. À partir du bureau d'information touristique, le visiteur peut admirer les splendides sentiers pédestres qui sillonnent l'embouche de la rivière ou encore explorer les paysages sauvages entourant ses sources.
La MRNH Society met en place plusieurs programmes environnementaux éducatifs pour les des groupes d'étudiants et des tours guidés adressés au grand public. De plus, elle administre plusieurs projets afin d'étendre et de maintenir plus de 6 kilomètres de sentiers, conçus parallèlement à la rivière. La MRNH Society appuie ce concept de parc linéaire, conçu dans le but de protéger les particularités naturelles significatives et de promouvoir une expérience de plein air plaisante, autant pour les touristes que pour les résidents.